# Ravenswood (serie de televisión)
Ravenswood es una serie de televisión estadounidense de drama y misterio adolescente, spin-off de Pretty Little Liars de ABC Family. Se estrenó el 22 de octubre de 2013.
El 14 de febrero de 2014, ABC Family canceló la serie, debido a los bajos índices de audiencia.
En junio de 2014, Marlene King aseguró que posiblemente la serie vuelva para un episodio más, que será incluido dentro de la quinta temporada de Pretty Little Liars, también que posiblemente Caleb podría regresar a visitar a Miranda de nuevo en Ravenswood y que algunos de los personajes de la serie podrían hacer una aparición especial dentro de la quinta temporada de Pretty Little Liars. Esto sin embargo nunca ocurrió, quien hizo una aparición especial durante la temporada fue la actriz Meg Foster quien personifico a la enigmatica Carla Grunwald.

## Argumento
Ubicada en la ciudad ficticia de Ravenswood, Pennsylvania, la serie sigue la vida de cinco extraños, Caleb Rivers (Tyler Blackburn), Miranda Collins (Nicole Anderson), Luke Matheson (Brett Dier), Olivia Matheson (Merritt Patterson) y Remy Beaumont (Britne Oldford), quienes de repente se encuentran conectados por una maldición fatal. Después de la muerte de Miranda, el grupo debe trabajar en conjunto para profundizar en la misteriosa y terrible historia de la ciudad antes de que cada uno de ellos sea víctima de la maldición.

## Conexión con Pretty Little Liars
En el episodio de Halloween de Pretty Little Liars se dio una introducción al mundo de Ravenswood. Sin embargo, esta no es la primera vez que vemos al escalofriante pueblo: en el episodio seis bajo presión Spencer y Toby se adentran en esta ciudad según los productores "cercana a Rosewood".
Otra de las características de esta nueva serie es que contiene a los mismos productores: Marlene King y Oliver Goldstick, por nombrar algunos. Y este pueblo también se encuentra en Pennsylvania.

## Reparto

### Principales
- Tyler Blackburn como Caleb Rivers. Es un pícaro estudiante del Instituto Rosewood y el leal novio de Hanna Marin. Se muda a Ravenswood desde Rosewood en el primer episodio. Caleb había pasado por muchos altibajos y hackeaba ordenadores ilegalmente a cambio de dinero cuando llegó por primera vez a Rosewood.
- Nicole Anderson como Miranda Collins. Ella es una luchadora, encantadora y nada convencional chica de 17 años. Como una niña adoptiva fuertemente independiente, tiene mucha confianza duramente ganada. Utiliza su ingenio para cubrir sus cicatrices emocionales. Si puedes romper la dura coraza exterior que la cubre, encontrarás una valiente y leal amiga para toda la vida. Ella y Caleb serán buenos amigos debido a que ambos son adoptados. Muere en el segundo episodio de la serie.
- Britne Oldford como Remy Beaumont.  Una chica que encaja en cualquier lugar pero no pertenece a ningún grupo. Inquisitiva y decidida, no dejará de buscar la verdad hasta encontrarla.
- Brett Dier como Luke. Este chico de 17 años es un lobo solitario con un alma vieja llena de intensidad. Es posible que haya algo peligroso acechando en su interior, a tal vez está herido y trata de ocultarlo. Su confianza es difícil de ganar, pero una vez la tengas, él jamás te dejará. Al principio es novio de Remy. El personaje fue inicialmente llamado Abel, pero fue cambiado a Luke durante la preproducción.
- Merritt Patterson como Olivia. Es la hermana gemela de Luke. Es un exreina del baile que está luchando contra una reciente depresión tras el asesinato de su padre. Solía ser una adolescente feliz y despreocupada, pero los últimos acontecimientos le han hecho preguntarse lo que es importante y lo que no y quiénes son sus verdaderos amigos ahora que le han dado la espalda.
- Steven Cabral como Raymond Collins. El tío perdido de Miranda, se encarga de los servicios funerarios de Ravenswood y administra el cementerio del pueblo. Es un guapo pero vigilado miembro del clan de Miranda Collins.

### Recurrentes
- Meg Foster como Carla Grunwald. Es una residente de Ravenswood, solía ser la supervisora de una casa en la universidad. Se describe como una mujer de 60 años, sensata y obstinada.
- Luke Benward como Dillon. Es el novio de Olivia. Es un guapo, leal y dulce chico de un pequeño pueblo. Será el hombro en el que Olivia se apoye en sus malos momentos. Tiene que ver algo con la maldición de Ravenswood. Muere en el último episodio de la primera temporada. En el último episodio se revela que él fue quien asesino al padre de Luke Y Olivia.
- Henry Simmons como Simon Beaumont. Es el padre de Remy y desconfía de los forasteros.
- Sophina Brown como Terry Beaumont. Es la madre de Remy. Está en el ejército y acaba de llegar a casa, que lucha con la culpa del superviviente.
- Elizabeth Whitson como Tess. Es la mejor amiga de Olivia, no está involucrada en la maldición del pueblo. Tess reclama el puesto de abeja reina cuando Olivia lo abandona.
- Justin Bruening como el profesor Benjamin Price.
- Laura Allen como Rochelle Matheson. Es la madre de Luke y Olivia. Es descrita como una mujer segura y ahora es la principal sospechosa del asesinato de su marido.

### Apariciones especiales
- Ashley Benson como Hanna Marin (2 Episodios) (llamada telefónica y aparición especial en el último capítulo)

## Episodios
| N.º | Título                                                         | Director        | Guionista(s)                                          | Primera emisión         | Audiencia (en millones) |
| --- | -------------------------------------------------------------- | --------------- | ----------------------------------------------------- | ----------------------- | ----------------------- |
| 1   | «Pilot»                                                        | Ron Lagomarsino | Joseph Dougherty & Oliver Goldstick & I. Marlene King | 22 de octubre de 2013   | 2.12                    |
| 2   | «Death and The Maiden»                                         | Rob Hardy       | Joseph Dougherty                                      | 29 de octubre de 2013   | 1.10                    |
| 3   | «Believe»                                                      | Ron Lagomarsino | Jill Blotevogel                                       | 5 de noviembre de 2013  | 1.03                    |
| 4   | «The Devil Has a Face»                                         | Arlene Sanford  | Oliver Goldstick                                      | 12 de noviembre de 2013 | 1.07                    |
| 5   | «Scared To Death»                                              | Norman Buckley  | I. Marlene King                                       | 19 de noviembre de 2013 | 1.11                    |
| 6   | «Revival»                                                      | Mick Garris     | Nelson Soler                                          | 7 de enero de 2014      | 1.69                    |
| 7   | «Home is Where the Heart Is – Seriously Check the Floorboards» | Janice Cooke    | Sean Reycraft                                         | 14 de enero de 2014     | 1.13                    |
| 8   | «I'll Sleep When I'm Dead»                                     | Mick Garris     | Jill Blotevogel & Zachary Dodes                       | 21 de enero de 2014     | 1.23                    |
| 9   | «Along Came a Spider»                                          | Joshua Butler   | Oliver Goldstick & Francesca Rollins                  | 28 de enero de 2014     | 2.55                    |
| 10  | «My Haunted Heart»                                             | Ron Lagomarsino | Joseph Dougherty                                      | 4 de febrero de 2014    | 1.39                    |

## Producción

### Casting
El 30 de abril de 2013 fue revelado que el actor Tyler Blackburn repetiría su papel en Pretty Little Liars como Caleb Rivers en Ravenswood. El 6 de mayo fue anunciado que Brett Dier y Elizabeth Whitson harían de los gemelos Abel y Olivia, respectivamente. Después, el nombre de Abel sería cambiado a Luke. El 7 de mayo, Merrit Patterson fue nombrada como Tess, la mejor amiga de Olivia. El 10 de mayo, se anunció que Nicole Anderson se unía a la serie como Miranda.
En mayo de 2013 se comunicó que Meg Foster se uniría al reparto como la señora Grunwald, residente de Ranvenswood que hizo su primera aparición en el episodio 6 de la cuarta temporada de Pretty Little Liars. En agosto de 2013, fue anunciado que Steve Cabral interpretaría a Raymond Collins y Luke Benwars como Dillon. Henry Simmons se unió al reparto como Simon Beaumont, Sophia Brown como Terry Beaumont. El 27 de agosto, Justin Bruening entró en el reparto como un profesor.

### Grabación
La grabación comenzó el 21 de agosto de 2013 en Nueva Orleans, Luisiana.

## Estrenos internacionales
| País/Región    | Canal(es) de TV | Fecha de estreno oficial |
| -------------- | --------------- | ------------------------ |
| Estados Unidos | ABC Family      | 22 de octubre de 2013    |
| Canadá         | M3              |                          |
| Filipinas      | ETC             | 24 de octubre de 2013    |
| Alemania       | Glitz*          |                          |